# Жан-Марк Босман
Жан-Марк Босман (фр. Jean-Marc Bosman, нар. 30 жовтня 1964, Льєж) — бельгійський футболіст, що грав на позиції півзахисника. Прославився не своїми футбольними досягненнями, а судовими розглядами, в результаті яких в європейському футболі була повністю змінена трансферна система.

## Біографія
Жан-Марк Босман почав кар'єру у клубі «Стандард» з Льєжа. Там він провів 5 сезонів, зігравши в 86 матчах і забивши 3 голи. У сезоні 1985-86 Босман зайняв з клубом третє місце в чемпіонаті Бельгії, а в сезонах 1983/84 і 1987/88 виходив у фінал Кубка Бельгії. У той же час він грав у складі молодіжної збірної Бельгії, був капітаном команди .
У 1988 році Босман перейшов до клубу «Льєж», який заплатив за перехід гравця 66 тис. фунтів. Він підписав контракт на два роки з заробітною платою в 120 тис. бельгійських франків. Після закінчення терміну дії контракту Жан-Марк вирішив перейти до «Дюнкерка», який запропонував йому договір на рік із заробітною платою у 100 тис. бельгійських франків. Однак «Льєж», відповідно до законодавства, що діяло в той час в європейському футболі, запропонував продовжити договір з пониженням заробітної плати на 60%, а потім на 75% (30 тис. французьких франків), що було мінімальним для чемпіонату Бельгії. Коли півзахисник відмовився, «Льєж» виставив його на трансфер і запросив за перехід гравця 11.743.000 бельгійських франків (близько 1 млн доларів).
Тоді в серпні 1990 року Жан-Марк, за допомогою адвоката Жан-Луї Дюпона, звернувся до суду. На його вимогу, він бажав змінити законодавство, згідно з яким клуб міг отримувати грошові кошти за перехід гравця, контракт якого завершився. Пізніше були затребувані зміни всього клубного футболу, включаючи квоти УЄФА, згідно з якими клуб міг заявити на гру не більше трьох іноземних гравців (плюс двох «натуралізованих» - відіграли в країні більше п'яти років). 15 грудня 1995 року справа була остаточно вирішена на користь Босмана. Футболіст отримав компенсацію за вимушений простій в розмірі 500 тис. доларів, ще 70 тис. зібрали для нього інші футболісти. Також було визнано, що ліміт на іноземних футболістів не може поширюватися на громадян країн, що входять у Європейський союз. Таким чином, «іноземними» футболістами, на яких поширюється «правило 3 + 2» стали вважатися тільки вихідці з країн, що не входять до Євросоюзу. Пізніше і це правило було переглянуто після справи Сімутенкова.
Незважаючи на перемогу в суді, далі кар'єра гравця не склалася: він виступав за невеликі команди французьких і бельгійських нижчих дивізіонів: «Олімпік» (Сен-Кантен) у другому французькому дивізіоні, «Сен-Дені» в регіональній лізі, «Олімпік» (Шарлеруа) в третьому бельгійському дивізіоні і клубі «Візе» в аматорській лізі чемпіонату Бельгії.